# 카마도 탄지로
카마도 탄지로(일본어: 竃門 炭治郎 가마도 단지로[*])는 일본 만화인 《귀멸의 칼날》에 나오는 주인공이다. 우로코다키에게 물의 호흡을 배우고, 루이와 싸울 때 히노카미 카구라(해의 호흡)를 익힌다. 작중 중요한 역할을 하고 있으며 최종국면 때 무잔과 싸우다 혈귀가 되어 버리지만, 작중  죽은 사람들과 현재 남아있는 사람들이 손을 뻗어주며 다행히도 혈귀가 되는 것은 면했다. 그 뒤로는 작가는 일상편으로 우즈이 텐겐, 시나즈가와 사네미, 토미오카 기유와 편지를 받으며 아가츠마 젠이츠, 하시비라 이노스케, 카마도 네즈코와 평범한 일상을 살고 있다고 한다.

## 작중 행적
귀멸의 칼날 1기
- 자신의 여동생인 카마도 네즈코가 오니가 되게 되고, 마침 귀살대인 토미오카 기유를 만나게 된다. 처음엔 토미오카 기유가 카마도 네즈코를 죽이려다가 오니인 카마도 네즈코가 카마도 탄지로를 보호하려는 모습에 자신을 지켜주려던 은인들을 떠올리게 되고, 카마도 네즈코를 살려주게 된다. 이후 토미오카 기유가 소개시켜준 우로코다키 사콘지에게 호흡법을 전수받고 최종선별에 통과해 귀살대에 들어가게 된다. 후에 귀살대가 되어서 이노스케와 젠이츠를 만나고 더 강한 오니들과 만나고 싸우게 되는데...

## 사용 기술

### 물의 호흡
- 1형 수면 베기
- 2형 물방아(개조 가로 물방아)
- 3형 유유춤
- 4형 들이친 파도
- 5형 가뭄의 단비
- 6형 비틀린 소용돌이(개조 비틀린 소용돌이-유유)
- 7형 물방울 파문 찌르기(개조 물방울 파문 찌르기-곡)
- 8형 용소
- 9형 수류 물보라(개조 수류 물보라-란)
- 10형 생생유전

### 해의 호흡(히노카미 카구라)
- 1형 원무 (원무일섬)
- 2형 푸른 비단 하늘
- 3형 열일홍경
- 4형 환일홍
- 5형 화차
- 6형 작골염양
- 7형 양화돌
- 8형 비륜양염
- 9형 사양전신
- 10형 휘휘은광
- 11형 햇무리의 용 두무
- 12형 염무
- 13형 제 13의 형

## 같이 보기
- 귀멸의 칼날
- 귀멸의 칼날의 등장인물 목록